# Grand Prix d'été de combiné nordique 2020
Navigation
2019 2021
Le Grand Prix d'été de combiné nordique 2020 est la vingt-troisième édition de la compétition estivale de combiné nordique.
Elle se déroule pour les femmes, du 22 au 29 août, en cinq épreuves disputées sur trois sites différents, tous situés en Allemagne. Pour les hommes, la compétition a lieu du 22 août au 6 septembre, en huit épreuves disputées sur quatre sites différents, situés en Allemagne et en Autriche.
Finalement la compétition est annulée en raison de la pandémie de Covid-19.

## Organisation de la compétition

### Programme de la compétition
Le calendrier initial de la saison prévoit huit épreuves sur cinq sites.
Dans un premier temps, la compétition est annoncée par la Fédération internationale de ski ainsi que Grand Prix d'été de saut à ski 2020.
Toutes les épreuves féminines ont lieu en Allemagne, et chacune a lieu le même jour que les courses masculines : la compétition débutera à Oberhof, se poursuivra toujours en Allemagne, à Oberwiesenthal puis à Oberstdorf, où se terminera la compétition féminine ; changeant de pays, la compétition masculine s'achèvera à Tschagguns, en Autriche.
En mai 2020, un programme allégé est annoncé avec des concours individuel uniquement à Oberstdorf et Tschagguns.
Au début du mois de juillet 2020, le gouvernement autrichien annonce qu'il n'y aura pas d'événements sportifs internationaux organisés sur son territoire avant 4 octobre 2020. Quelques jours plus tard, Franz Steinle (de), le président de la Fédération allemande de ski, annonce l'annulation des concours organisée en Allemagne et ainsi l'annulation de l'intégralité de la compétition en raison de la pandémie de Covid-19.

### Format des épreuves
Dans le calendrier initial, la compétition compte :
- un sprint par équipes mixtes, qui compte pour les classements féminin et masculin ;
- pour les femmes, quatre épreuves individuelles ;
- pour les hommes, six épreuves individuelles.

Finalement il n'y aurait eu que des épreuves individuelles puis la compétition est finalement annulée,.